# Jean-François Leriget de La Faye
Jean-François Leriget, marquis de La Faye, né à Vienne (Isère) en 1674 et mort à Paris le 11 juillet 1731, est un diplomate et un poète français des XVIIe et XVIIIe siècles.

## Biographie
Fils de Pierre Leriget, seigneur de La Faye, lecteur du duc de La Rochefoucauld en 1659 puis  secrétaire du roi en 1680 et receveur général des finances  (et d'Anne Hérault), La Faye se destina d'abord à la carrière des armes et entra dans les mousquetaires avant de servir dans l'infanterie. Il dut démissionner en raison d'une santé délicate. Gentilhomme ordinaire de Louis XIV, il fut aussi chef du cabinet royal  et conseiller particulier du Roi et, à ce titre, chargé de missions importantes, entre autres, celle de chercher une épouse pour le jeune Louis XV. Il remplit diverses missions diplomatiques, à Londres, Gênes et Utrecht, participant notamment à la négociation du traité d'Utrecht.
Doté d'une grande fortune, ami intime de la comtesse de Verrue, il constitua de belles collections de livres et d'objets d'art et protégea les artistes (Lancret, Oudry, Bonaventure de Bar) et les gens de lettres. C'est avant tout cette activité qui lui valut d'être élu à l'Académie française en 1730. Il fut également administrateur de la Compagnie des Indes.
Propriétaire de deux hôtels à Paris et d'un autre à Versailles (rue de l'Orangerie), il acquit le château de Condé à Condé-en-Brie (Aisne) en 1719 qu'il fit transformer par l'architecte Servandoni. Mort sans alliance sept années après une intervention chirurgicale, son testament de 1724 léguait ce château à son neveu Jean-François, fils de son frère Jean-Élie Leriget de La Faye, membre de l'Académie des Sciences.
La Faye a composé quelques pièces de vers, publiées dans le Mercure, notamment une Ode en faveur des vers, la plus connue, par laquelle il prit part à la controverse suscitée par les thèses de Houdar de La Motte. On y trouve notamment cette strophe :
De la contrainte rigoureuse,

Où l'esprit semble resserré,

Il acquiert cette force heureuse

Qui l'élève au plus haut degré ;

Telle, dans des canaux pressée,

Avec plus de force élancée,

L'onde s'élève dans les airs ;

Et la règle qui semble austère

N'est qu'un art plus certain de plaire,

Inséparable des beaux vers.
— La Faye, Ode en faveur des vers

## Famille
- Pierre Leriget de La Faye (né en 1635), gouverneur Montluel, marié en 1670 avec Marguerite Hérauld de Gourville, dont il a :
  - Jean-Élie Leriget de La Faye (1671-1718), capitaine aux gardes, membre de l'Académie royale des sciences en 1716, marié en 1708 avec Marie Le Gras, dont il a :
    - Jean-François Leriget de La Faye (mort en 1747)

  - Jean-François Leriget de La Faye (1674-1731)
  - Marie Leriget de La Faye (née en 1677)